# 성천강
성천강(城川江)은 함경남도 금패령(禁牌嶺, 1,676m)에서 발원하여 동해로 흘러드는 강이다. 길이 99km, 유역 면적 2,338km2이며 함흥평야를 관류하여 동한만으로 흘러든다. 조선 시대에 이미 성천강이라는 이름으로 불렸으나 그 이전은 확실하지 않다.
유속이 빠르고 퇴적력이 크지만 동해안의 수심이 깊어서 삼각주의 발달이 미약한 편이다.

## 관련 도시
- 함흥시